# Stadtwerke Ingolstadt
Die Stadtwerke Ingolstadt (SWI) sind der regionale Energieversorger in Ingolstadt und Umgebung mit rund 80.000 Privat- und Geschäftskunden. Gesellschafter sind die Stadt Ingolstadt, die Thüga AG in München und N-Ergie AG in Nürnberg. Die Stadtwerke Ingolstadt Energie GmbH versorgt ihre Kunden mit Strom, Erdgas, Fernwärme und Fernkälte. Die Stadtwerke Ingolstadt Netze GmbH betreibt das Strom- und Erdgasnetz im Stadtgebiet von Ingolstadt sowie das Erdgasnetz der Umlandgemeinden. In der Energieerzeugung ist das Unternehmen in den Feldern Photovoltaik und Biogas aktiv und betreibt eigene Blockheizkraftwerke.

## Geschichte

Logo der Stadtwerke Ingolstadt bis 2021

Die Geschichte der Stadtwerke Ingolstadt beginnt im Jahr 1863. Damals wurde die öffentliche Gasbeleuchtung der Stadt eröffnet. Ab 1897 wurden auch die Bürger mit Gas versorgt, ab 1914 zudem mit Strom. Im Jahr 1933 schlossen sich die Teilbereiche der Versorgung – Gas, Wasser und Strom – zu den Städtischen Werken zusammen. 1977 erfolgte die Umbenennung in Stadtwerke und im Jahr 2000 die Rechtsformänderung sowie eine neue Unternehmensstruktur – bestehend aus einer Holding und mehreren Tochtergesellschaften. Im Jahr 2001 übernahm die MVV Energie AG aus Mannheim 48,4 Prozent der Anteile an den Stadtwerken Ingolstadt. Im Jahr 2023 kaufte die Stadt Ingolstadt die MVV-Anteile zurück und hält seitdem 70 Prozent an den Stadtwerken Ingolstadt. Der Rest verteilt sich zu je 15 Prozent auf die Thüga AG in München und die N-Ergie AG in Nürnberg.

## Unternehmensstruktur
Die Mehrheit der Anteile an den Stadtwerken Ingolstadt ist in kommunaler Hand. Die Stadt Ingolstadt hält 70 Prozent am Energieversorger, 30 Prozent halten die Thüga AG aus München und die N-Ergie AG aus Nürnberg. 
Die Stadtwerke Ingolstadt Beteiligungen GmbH fungiert als Holdinggesellschaft und hält 100 Prozent an folgenden Tochterunternehmen:
- Stadtwerke Ingolstadt Energie GmbH
- Stadtwerke Ingolstadt Netze GmbH
- Stadtwerke Ingolstadt Freizeitanlagen GmbH

Die Stadtwerke Ingolstadt Beteiligungen GmbH ist außerdem Alleingesellschafterin der Ingolstädter Verkehrsgesellschaft, die für den öffentlichen Nahverkehr in Ingolstadt zuständig ist.

## Versorgungsgebiet
Die Stadtwerke Ingolstadt Netze GmbH betreiben das Ingolstädter Strom-, Gas- und Fernwärmenetz. Das Versorgungsgebiet mit Strom entspricht dem Stadtgebiet von Ingolstadt. Die Gasversorgung erstreckt sich auch auf die Städte Vohburg und Geisenfeld, den Markt Pförring, sowie auf die Gemeinden Baar-Ebenhausen, Buxheim, Eitensheim, Gaimersheim, Großmehring, Hepberg, Karlskron, Kösching, Lenting, Manching, Reichertshofen, Stammham und Wettstetten im Umland von Ingolstadt.

## Regionale Bedeutung
Laut einer Studie des Systemforschungsinstitutes Eduard Pestel aus Hannover induzieren die Stadtwerke Ingolstadt einen jährlichen wirtschaftlichen Impuls in der Region Ingolstadt von rund 106 Millionen Euro. Zudem sichern Investitionen, Geschäftsbeziehungen und Steuern neben den 300 eigenen Arbeitsplätzen rund 600 weitere.

## Engagement
Die Stadtwerke Ingolstadt engagieren sich vor allem in Ingolstadt und Umgebung in den Bereichen Kultur, Soziales, Umwelt und Sport. Der Energieversorger unterstützt u. a. die beiden Profisportklubs FC Ingolstadt 04 und ERC Ingolstadt, zahlreiche Breitensportvereine und den Ingolstädter Halbmarathon. Im Kultursponsoring sind die Stadtwerke unter anderem Partner des in Ingolstadt ansässigen Georgischen Kammerorchesters, Simon-Mayr-Gesellschaft und des Ingolstädter Altstadttheaters. Im sozialen Bereich unterstützen sie neben anderen Projekten die Initiative „Frühstück für alle“ an Ingolstädter Grundschulen, die Seniorenhilfe „Miteinander-Füreinander“ und das medienpädagogische Schulprojekt „Emils Energiesparteam“ zu den Themen Umwelt und Energiesparen. Im Rahmen von „Emils Energiesparteam“ bieten sie etwa einen eigenen Umweltunterricht an Grundschulen an.

## Versorgung
Die Stadtwerke Ingolstadt Energie GmbH hat im Netzgebiet der Stadtwerke Ingolstadt Netze GmbH die meisten Haushaltskunden und ist damit Grundversorger sowohl für Strom als auch für Gas.

## Tarifprodukte

### Strom
Die Stadtwerke Ingolstadt versorgen Privat- und Geschäftskunden mit der Grund- und Ersatzversorgung INstrom basis, den Stromtarifen SparINstrom, INstrom online. Im Ökostromprodukt INstrom aquavolt, das aus Wasserkraft an der Donau gewonnen wird, werden pro verbrauchter kWh 1,5 Cent in den Ausbau erneuerbarer Energien in die Region investiert. Ab 2021 werden auch der SparINstrom und INstrom online auf Ökostrom umgestellt, sodass ein Großteil der SWI-Kunden CO2-neutral versorgt wird. Für die Landkreise Eichstätt, Pfaffenhofen und Neuburg-Schrobenhausen bieten die Stadtwerke das Ökostromprodukt SWI Regiovolt an.

### Erdgas
Im Erdgasbereich existiert für Privatkunden der Grundversorgungstarif INgas basis, der Tarif INgas prima sowie das Festpreisprodukt INgas garant. Der Tarif SWI RegioGas ist in den Landkreisen Neuburg-Schrobenhausen, Eichstätt und Neuburg außerhalb des Netzgebietes der Stadtwerke Ingolstadt Netze GmbH verfügbar. Geschäftskunden werden im Tarif INgas profi versorgt.

### Fernwärme
Der Fernwärmeverbund der Stadtwerke Ingolstadt beliefert private und gewerbliche Kunden mit Heizenergie. Dafür wird vor allem die industrielle Abwärme der Gunvor Raffinerie und der Müllverwertungsanlage verwendet. Größter Abnehmer des Verbunds, der auf jährlich 310 Gigawattstunden ausgelegt ist, ist der Automobilhersteller Audi. Die Stadtwerke investierten insgesamt 23 Millionen Euro in das Projekt, das jährlich rund 73.000 Tonnen Kohlendioxid einspart.

### Fernkälte
Im Sommer wird ein Teil der Fernwärme durch Absorptionskältemaschinen in Fernkälte umgewandelt. Diese bieten die Stadtwerke Ingolstadt etwa zur Kühlung von Gebäuden an.

## Erneuerbare Energien
Die Stadtwerke Ingolstadt agieren nicht allein als Stromhändler, das Unternehmen engagiert sich auch in der dezentralen Erzeugung erneuerbarer Energie. Hierfür hat die Stadtwerke eine Biogasanlage mit einer Leistung von 250 Kilowatt in Unterstall bei Neuburg. Jährlich werden dort 1900 Megawattstunden Strom erzeugt. Auf dem Dach des Fußballstadion des FC Ingolstadt 04 betreibt das Unternehmen eine Photovoltaikanlage mit einer Leistung von 565 Kilowatt. Sie versorgt etwa 120 Vier-Personen-Haushalte.

## Mobilität
Die Stadtwerke Ingolstadt engagieren sich im Innovationsfeld der Elektromobilität. Im Stadtgebiet von Ingolstadt betreiben die Stadtwerke zahlreiche öffentliche Ladepunkte, wo Elektrofahrzeuge mit 100 % Ökostrom aus Wasserkraft geladen werden können. Zudem gibt es seit August 2020 einen Schnellladepark am Audi-Kreisel, welcher durch die Zusammenarbeit mit der Audi AG und der Stadt Ingolstadt eröffnet wurde. Ladestationen für Elektrofahrzeuge bietet der Dienstleister für Privatpersonen sowie für Geschäftskunden an.
In Kooperation mit der Aral-Tankstelle in der Schollstraße 2, betreibt der Energieversorger die erste öffentliche Erdgastankstelle in Ingolstadt. Seit 2020 wird hier 100 Prozent Bio-Erdgas getankt.

## Windkraft
Auch wenn die Windkraft in der Region Oberbayern aufgrund der niedrigen Windstärken nicht die ganz große Rolle spielt, engagieren sich die SWI auf diesem Feld. So ist der Ingolstädter Versorger zusammen mit STAWAG Energie an mehreren Windparks im Hunsrück beteiligt und betreibt einen eigenen Windpark in Oberfranken. Im eigenen Windpark Hain-Ost stehen insgesamt fünf Windräder, welche CO2-neutralen Strom für 12.000 Haushalte erzeugen.